# Skapce
Skapce település Csehországban, Tachovi járásban. Skapce Zhoř, Honezovice, Kostelec és Velký Malahov településekkel határos. Lakosainak száma 119 fő (2024. január 1.).

## Népesség
A település lakosságának változását az alábbi diagram mutatja:
| Lakosok száma | 380  | 405  | 426  | 136  | 201  | 117  | 112  | 112  | 109  | 119  |
|               | 1869 | 1890 | 1921 | 1950 | 1980 | 2001 | 2017 | 2019 | 2022 | 2024 |